# لاله‌دان
لاله‌دان، روستایی از توابع بخش مرکزی شهرستان رزن در استان همدان ایران می باشد.

## جمعیت
این روستا در دهستان خرقان قرار دارد و براساس سرشماری مرکز آمار ایران در سال ۱۳۹۵، جمعیت آن ۳۶۹ نفر (۱۱۶خانوار) بوده‌است.